# Sumpf-Enghalsläufer

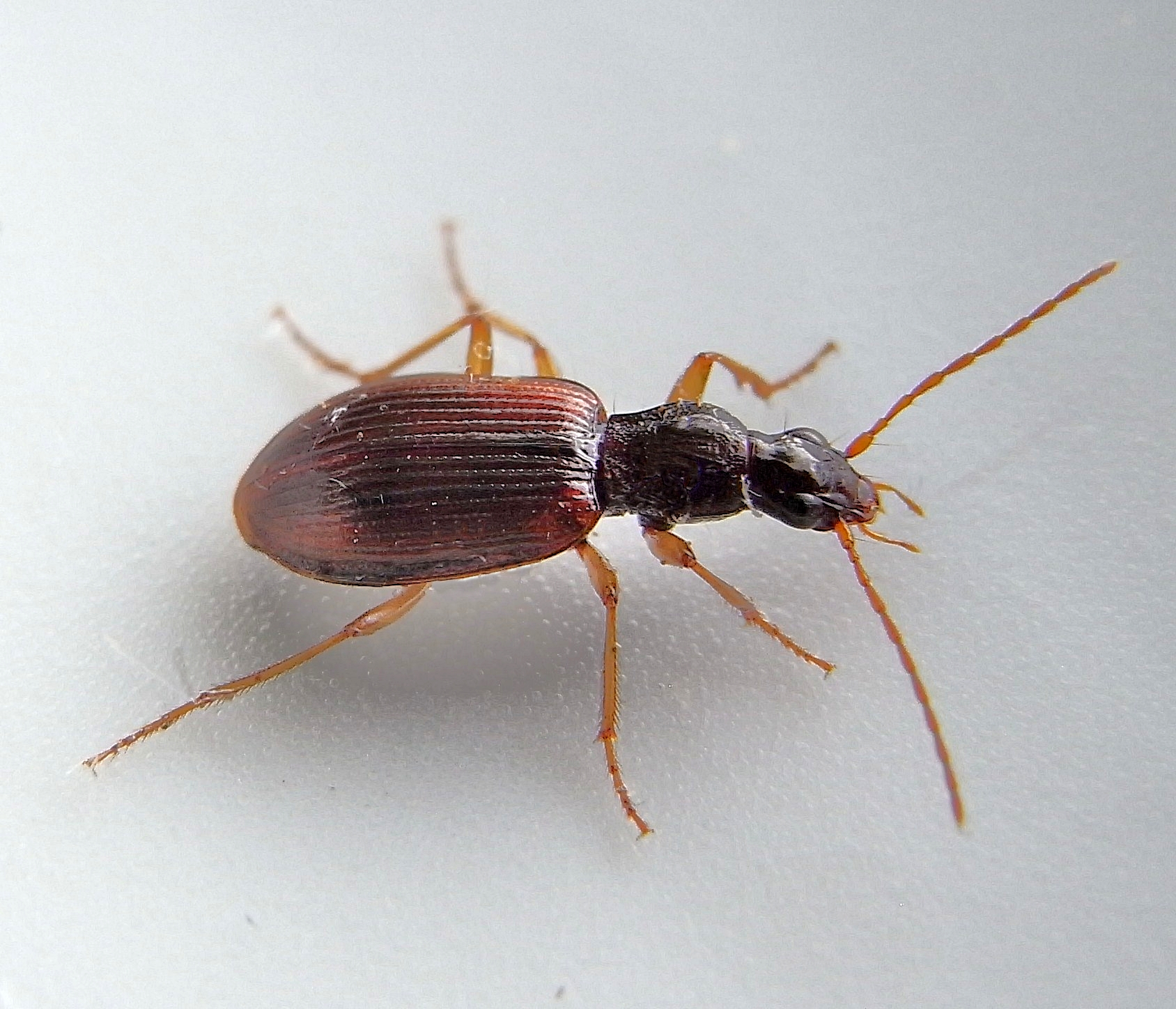
Abb. 1: Seitenansicht

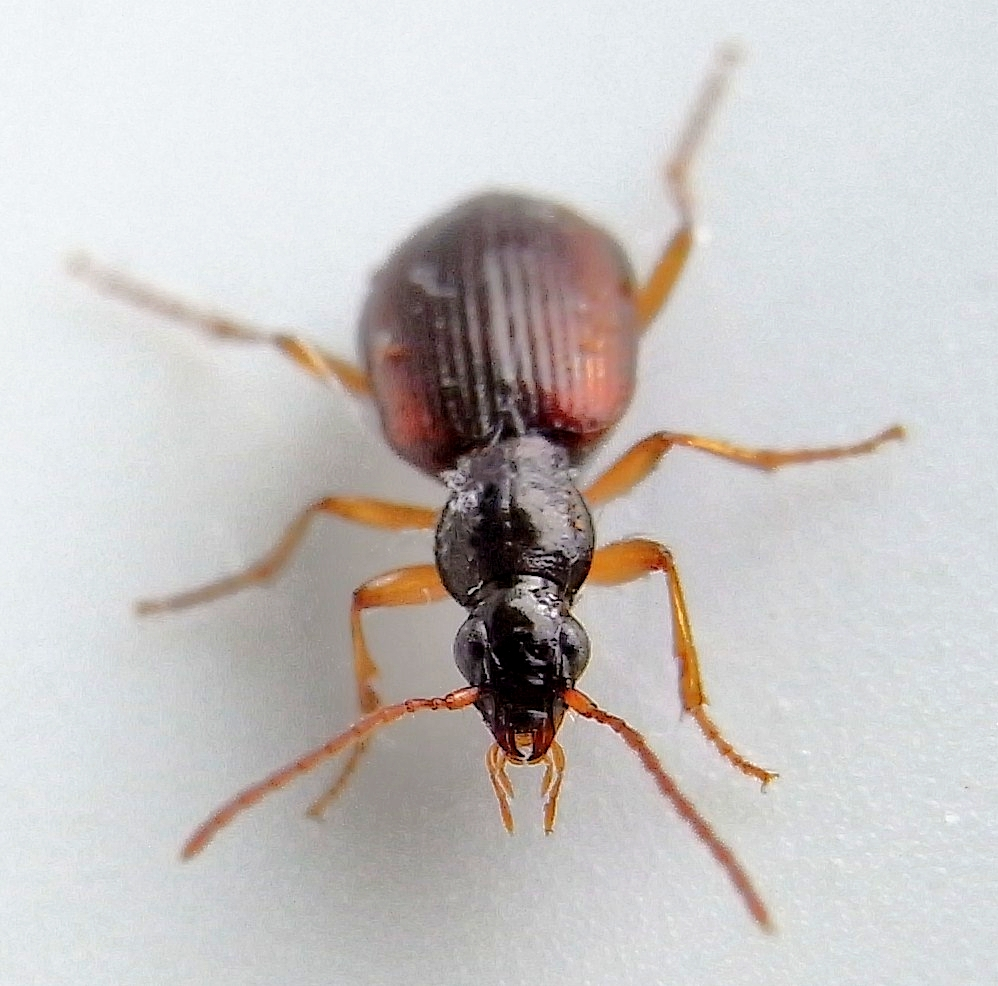
Abb. 2: Frontalansicht

Der  Sumpf-Enghalsläufer  (Oxypselaphus obscurus, Syn.: Platynus obscurus)  ist ein Käfer aus der  Familie der Laufkäfer und der Unterfamilie der Platyninae.
Der   Gattungsname Oxypselaphus wurde aus  altgr.  οξύς  oxýs „spitz“  und ψηλαφάω  pselapháo „ich betaste“  für den Kiefertaster gebildet und nimmt darauf Bezug, dass der Kiefertaster spitz endet.  Der Artname obscurus (lat.) „dunkel, düster“ spielt auf die Färbung des Käfers an. Der Wortteil „Enghals-“ bezieht sich nicht auf den Hals, sondern auf den Halsschild, „-läufer“ ist für Laufkäfer gebräuchlich, die Vorsilbe „Sumpf“ bezeichnet eines der Biotope, in denen der Käfer vorkommt.

## Merkmale des Käfers
Kopf und Halsschild sind schwarz oder schwarzbraun, die Flügeldecken dunkelbraun, Fühler und Beine dagegen hellbraun. Der Körper erreicht eine Länge von 4,5 bis sechs Millimeter.
Auf dem Kopf sitzen vier lange Borstenhaare, je eines vorn und hinten über dem oberen Augenrand (Supraorbitalborsten). Weitere Borstenhaare sitzen auf der Oberlippe. Lippen- und Kiefertaster sind auffallend lang und schlank, die Endglieder spindelförmig zugespitzt (Name). Die großen Augen sind länglich. Die elfgliedrigen Fühler sind lang und fadenförmig, sie reichen etwa bis zur Hälfte der Flügeldecke. Die Fühlerglieder sind alle stielrund und erst vom 4. Glied an behaart und matt, das zweite und dritte Fühlerglied haben nur an der Spitze einzelne Börstchen und glänzen. Das zweite Fühlerglied ist kurz, aber länger als breit, das dritte Fühlerglied ist kürzer als das erste und zweite zusammen.
Der  Halsschild ist sehr schlank herzförmig, die Krümmung nach innen beginnt schon weit vor der Basis, die größte Breite wird schon beim ersten Drittel erreicht. Die Basis ist geradlinig. Besonders zu den Seiten hin ist sie sehr prägnant punktiert, die Hinterwinkel sind zugespitzt. Der Halsschild trägt ebenfalls vier Borstenhaare. Je eines sitzt an den  Hinterecken, je eines direkt über dem Seitenrand etwa an der breitesten Stelle des Halsschilds.
Die Flügeldecken  sind länglich oval, die Reihen aus groben Punkten liegen in Furchen, die weit über die Mitte hinaus kräftig ausgebildet sind, erst nach hinten werden sie zunehmend flacher. Im  dritten Intervall zwischen den Punktreihen liegen Porenpunkte mit weiteren Borstenhaaren. Außerdem finden sich am Flügeldeckenrand lange Borstenhaare.
Die Beine sind lang und nicht allzu kräftig. Die ersten drei Glieder der fünfgliedrigen Tarsen sind bei den Männchen etwas verbreitert. Die schlanken Vorderschienen sind nach vorn nur wenig verbreitert. Die Klauen sind ungezähnt.

## Biologie
Der Name Sumpf-Enghalskäfer legt nahe, dass der Käfer in Sümpfen zu finden ist. Sein Vorkommen ist aber bei weitem nicht auf solche beschränkt, sondern er ist lediglich auf hohe Feuchtigkeit angewiesen. Er kommt in feuchten Wäldern (beispielsweise Auwälder), in Flussauen auf Überschwemmungswiesen, in der Schilfzone am Rand von Gewässern und in der Seggenzone von Viehweiden, sowie auf Feuchtheiden vor. Unter den feuchten Standorten bevorzugt er humusreiche Biotope, bei vergleichenden Zählungen ist er meist in Auwäldern am häufigsten.
Die adulten Tiere sind unter Laub, loser Rinde und Steinen meist häufig zu finden. Sie überwintern als Imagines.
Die größte Aktivität entfalten sie im Frühjahr, ein zweites Aktivitätsmaximum liegt im Herbst. Die Art ist lichtliebend, in der Lichtorgel bevorzugen sie den mittleren Bereich.

## Verbreitung
Die Art ist circumpolar anzutreffen, in Europa fehlt sie nur im Süden, kommt aber selbst im Norden von Spanien, Italien und Griechenland vor.